# Best Songs 1981-2017〜Live in 春日大社〜
『Best Songs 1981-2017～Live in 春日大社～』（ベスト・ソングス1981-2017～ライブ・イン・かすがたいしゃ～）は、薬師丸ひろ子のライブ・アルバムである。2017年6月21日にビクターエンタテインメントから発売された。通常盤（CD）の商品番号は VICL-70234、初回限定盤A（CD+Blu-ray+BOOK）は VIZL-1189、初回限定盤B（CD+DVD+BOOK）は VIZL-1190。

## 解説
薬師丸ひろ子のライブアルバム。2016年9月25日、奈良県・春日大社境内の飛火野（とびひの）で行われた初の野外ライブ『世界遺産劇場 春日大社 第六十次式年造替奉祝 薬師丸ひろ子コンサート』から14曲、スペシャル・トラックに井上陽水作詞作曲の新曲「めぐり逢い」（スタジオ録音）の計15曲をSHM-CDに収録している。
初回限定盤には『世界遺産劇場 春日大社 第六十次式年造替奉祝 薬師丸ひろ子コンサート』の映像を収録したDVD/Blu-rayとブックレットが付属する。

## 評価
臼井孝によれば、ライブCDがほぼ年代順となっていることで、リリース当時の記憶と現在の対比を容易にし、その中で、不変のもの（原曲のキーの高さやバンド演奏、透明感ある歌声）と変化したもの（歌詞の深みが増した）が浮き彫りになるとコメントしている。特に、「探偵物語」や「語りつぐ愛に」は、まるで現在の薬師丸に当て書きしたかのような名曲と述べている。
スージー鈴木によれば、薬師丸の歌手としての能力（衰えを知らない声質・声量、確かな音程）を実感できる1枚となっている。特に、大瀧詠一作詞・作曲「夢で逢えたら」のカバーは絶品とコメントしている。
「ステキな恋の忘れ方」（1985年）以来32年ぶりに、薬師丸は井上陽水提供の新曲を歌うことになった。「めぐり逢い」は「忘れられない大人の恋を歌う爽やかでノスタルジックなバラード」となっている。
オリコンチャートの登場週数は6週、チャート最高順位は週間34位、累計4,433枚のセールスを記録した。

## 収録曲
- 全曲編曲：弦一徹

1. セーラー服と機関銃（Live）（5:24）
  - 作詞: 来生えつこ、作曲: 来生たかお
  - 1981年のデビュー・シングル。薬師丸主演の同名映画主題歌
2. 探偵物語（Live）（4:02）
  - 作詞: 松本隆、作曲: 大瀧詠一
  - 1983年の2ndシングル。薬師丸主演の同名映画主題歌
3. メイン・テーマ（Live）（3:33）
  - 作詞: 松本隆、作曲: 南佳孝
  - 1984年の3rdシングル。薬師丸主演の同名映画主題歌
4. Woman "Wの悲劇"より（Live）（4:05）
  - 作詞: 松本隆、作曲: 呉田軽穂
  - 1984年の4thシングル。薬師丸主演の映画『Wの悲劇』主題歌
5. 元気を出して（Live）（4:18）
  - 作詞・作曲: 竹内まりや
  - 1984年の1stアルバム『古今集』収録曲
6. すこしだけ やさしく（Live）（4:59）
  - 作詞: 松本隆、作曲: 大瀧詠一
  - 1983年の2ndシングルのC/W曲（両A面）
7. あなたを・もっと・知りたくて（Live）（4:01）
  - 作詞: 松本隆、作曲: 筒美京平
  - 1985年の5thシングル
8. ステキな恋の忘れ方（Live）（4:37）
  - 作詞・作曲: 井上陽水
  - 1985年の7thシングル。薬師丸主演の映画『野蛮人のように』主題歌
9. 時代（Live）（4:28）
  - 作詞・作曲: 中島みゆき
  - 1988年の5thアルバム『Sincerely Yours』収録曲。12thシングル、薬師丸出演映画『ダウンタウン・ヒーローズ』イメージ・ソング
10. 語りつぐ愛に（Live）（4:34）
  - 作詞: 来生えつこ、作曲: 来生たかお
  - 1989年の13thシングル。6thアルバム『LOVER'S CONCERTO』収録曲
11. 風に乗って（Live）（4:40）
  - 作詞・作曲: 上田知華
  - 1991年の16thシングル。8thアルバム『PRIMAVERA』収録曲
12. 僕の宝物（Live）（4:57）
  - 作詞: 玉城千春、作曲: 海田庄吾
  - 2011年のシングル。薬師丸主演映画『わさお』・主演ドラマ『こうのとりのゆりかご〜「赤ちゃんポスト」の6年間と救われた92の命の未来〜』主題歌
13. 夢で逢えたら（Live）（4:03）
  - 作詞・作曲：大瀧詠一
  - 2013年のカバー・アルバム『時の扉』収録曲。ジャパニーズ・ポップスのスタンダード。1976年の曲（歌：吉田美奈子など）
14. 戦士の休息（Live）（4:00）
  - 作詞：山川啓介、 作曲：大野雄二
  - 2016年のカバー・アルバム『Cinema Songs』収録曲。薬師丸の映画デビュー作『野性の証明』（1978年）の主題歌（歌：町田義人）
15. めぐり逢い（スタジオ録音）（4:49）
  - 作詞：井上陽水、作曲：井上陽水・佐藤準
  - 2017年の新曲

## DVD/Blu-ray
2016年9月25日に行われた初の野外ライブ『世界遺産劇場 春日大社 第六十次式年造替奉祝 薬師丸ひろ子コンサート』の映像（約92分）
- 全曲編曲：弦一徹

1. 時代
2. セーラー服と機関銃
3. メイン・テーマ
4. 元気を出して
5. あなたを・もっと・知りたくて
6. 探偵物語
7. 語りつぐ愛に
8. 戦士の休息
9. 愛のバラード
  - 作詞：山口洋子、作曲：大野雄二
  - 2016年のカバー・アルバム『Cinema Songs』収録曲。角川映画第1作『犬神家の一族』（1976年）の主題歌（ただし、映画内ではインスツルメンタル）
10. 胎動（インスツルメンタル）
11. かぐやの里
  - 作詞：松本隆、作曲: 中田喜直
  - 1986年の3rdアルバム『花図鑑』収録曲
12. 故郷
  - 作詞：高野辰之、作曲：岡野貞一
  - 2013年のカバー・アルバム『時の扉』収録曲
13. 黄昏のビギン
  - 作詞：永六輔、作曲：中村八大
  - 2013年のカバー・アルバム『時の扉』収録曲。オリジナルは1959年の曲（歌：水原弘）
14. ステキな恋の忘れ方
15. すこしだけ やさしく
16. 夢で逢えたら
17. 風に乗って
18. Woman "Wの悲劇"より
19. 僕の宝物
20. ムーン・リバー
  - 作詞：ジョニー・マーサー、作曲：ヘンリー・マンシーニ、訳詞：吉田旺
  - 2016年のカバー・アルバム『Cinema Songs』収録曲。アメリカ映画『ティファニーで朝食を』（1961年）の主題歌（歌：オードリー・ヘプバーン）

## 参加ミュージシャン
- 『世界遺産劇場 春日大社 第六十次式年造替奉祝 薬師丸ひろ子コンサート』
  - ギター：狩野良明
  - キーボード＆ギター：松ヶ下宏之
  - ベース：竹下欣伸
  - ドラム：鎌田清
  - バンドマスター＆ファースト・ヴァイオリン：弦一徹
  - ファースト・ヴァイオリン：弦一徹、カメルーン真希、中嶋優紀
  - セカンド・ヴァイオリン：門脇大輔、黒木薫
  - ヴィオラ：三木章子、藤田弥生
  - チェロ：村中俊之、内田麒麟
- 「めぐり逢い」
  - ファースト・ヴァイオリン＆プログラミング：弦一徹
  - ファースト・ヴァイオリン：山本友重、藤田弥生、牛山玲奈
  - セカンド・ヴァイオリン：森琢也、黒木薫、中嶋優紀
  - ヴィオラ：カメルーン真希、三木章子
  - チェロ：村中俊之、内田麒麟
  - コントラバス：竹下欣伸
  - ハーモニカ：西脇辰弥
  - ピアノ＆プログラミング：佐々木博史

## ブックレット
ブックレットは、写真家・田中聖太郎によるコンサート写真、井上陽水と薬師丸の対談、薬師丸へのインタビュー、歌詞カードなどから構成されている。
1. コンサート写真（9ページ）
2. 井上陽水 x 薬師丸ひろ子（9ページ）
3. コンサート写真（1ページ）
4. 薬師丸ひろ子 音楽と歩んだ35年（10ページ）
5. 歌詞カード（16ページ）
6. スタッフ一覧（2ページ）
7. コンサート写真（1ページ）